# Iversity
Iversity és una plataforma d'educació en línia ubicada a Berlin. Des de l'octubre de 2013, Iversity s'ha especialitzat en oferir conferències i cursos en línia en educació superior, concretament MOOCs (Cursos En línia Oberts Massius). Els cursos són gratuïts i oberts per a qualsevol per matricuar-se i participar-hi. Molts d'ells s'imparteixen en anglès o alemany, però també altres llengües. Iversity col·labora tant amb professors individuals com amb diverses universitats europees. Alguns dels cursos han estat premiats per MOOC Production Fellowship al 2013. Iversity.org va inaugurar oficialment la plataforma online de MOOCS a l'octubre de 2013 i al febrer de 2015 ja tenia una base d'usuaris de 600,000 alumnes, que es van matricular a 63 cursos ofertats per 41 universitats associades. Iversity és l'única plataforma de MOOC que ofereix cursos integrant el sistema de ECTS.

## Història
- La idea inicial i el desenvolupament de la versió beta en 2008 és del fundador Jonas Liepmann.[17]
- Aquesta startup comença a oferir eines de col·laboació online per a la gestió d'e-learning amb Hannes Klöpper, el cofundador i el segon director management.[18]
- El 2012 Iversity decideix convertir-se en una plataforma de MOOCs europea[19]
- Primavera de 2013 – Iversity i el Stifterverband für dau Deutsche Wissenschaft llança “The MOOC Production Fellowship” com a competició de conceptes de cursos online. Un jurat escull els millors 10 conceptes de MOOC d'entre més de 250 entrades. Els guanyadors van guardonats amb 25,000 € per la producció dels seus cursos.[20][21][22]
- Octubre 2013 - Iversity llança, com a plataforma per cursos en línia, inicialment 10 cursos i es registren 115.000 usuaris.[23][24][25]
- Gener 2014, els alumnes van poder realitzar els primers exàmens de pagament per obtenir certificació, d'aquesta manera Iversity va guanyar els seus primers ingressos.
- Octubre 2014, guanya més de 5 milions d'euros.[26][27]
- Agost 2016 - Iversity aconsegueix una nova inversió d'Holtzbrinck Digital, després de declarar-se insolvent el juliol de 2016.[28][18][29]

## Cursos
Els MOOCs presenten elements visuals (vídeoconferencia, animacions, gràfics), elements interactius (simulacres) i materials escrits (articles científics). Tots els elements poden ser revisats en qualsevol moment. El docent i els alumnes de curs poden interaccionar entre ells dins fòrums de discussió. Els instructors poden utilitzar preguntes per aconseguir retroalimentació en el progrés de l'aprenentatge dels participants de curs. La majoria dels cursos finalitzen amb una valoració final o examen. Els exàmens poden ser en línia, "exàmens tutelats" o com un projecte final que s'ha de presentar.
Estudiants de iversity.org poden escollir entre itineraris d'estudi diferents, donant lloc a certificats diferents. “La declaració de Participació” és gratuïta, altres certificats tenen costos variables depenent de quin nivell de certificació tria l'estudiant. Les universitats que ofereixen un curs a Iversity tenen l'opció d'oferir Transferència de Crèdit europeu i Sistema d'Acumulació de Crèdits (ECTS). Això permet els estudiants rebre crèdits del seu curs i aplicar-los als seus estudis universitaris. El certificat que atorga crèdits d'ECTS és emès una vegada el participant ha superar ñ'examen online o l'examen tutelat. La matrícula dels cursos és gratuïta, el que té cost és l'adquisicó de certificats.
Per a la producció de cursos, Iversity col·labora amb universitats europees i professors individuals. Els instructors dissenyen el seu propi MOOCs amb el suport tècnic d'Iversity.
Iversity col·labora amb institucions com 
- Libera Università Internazionale degli Studi Sociali Guido Carli (LUISS)
- RWTH Aachen
- Universitat de Buckingham
- United Nations Environment Programme (UNEP)
- Hertie Escola de Governance
- Institut Universitari europeu
- Universitat de Tubingen
- Universitat de Magúncia
- Hochschule Reutilingen

## Model empresarial
Iversity guanya ingressos a través de la venda de certificats, els quals els alumnes els reben després de completar el curs amb èxit. Així provenen tot tipus d'alumnes, des de professionals en actiu que necessiten documentar l'assoliment de continguts fins estudiants universitaris que completen els seus estudis convalidant els cursos amb ECTS.